# Jörg Buttgereit

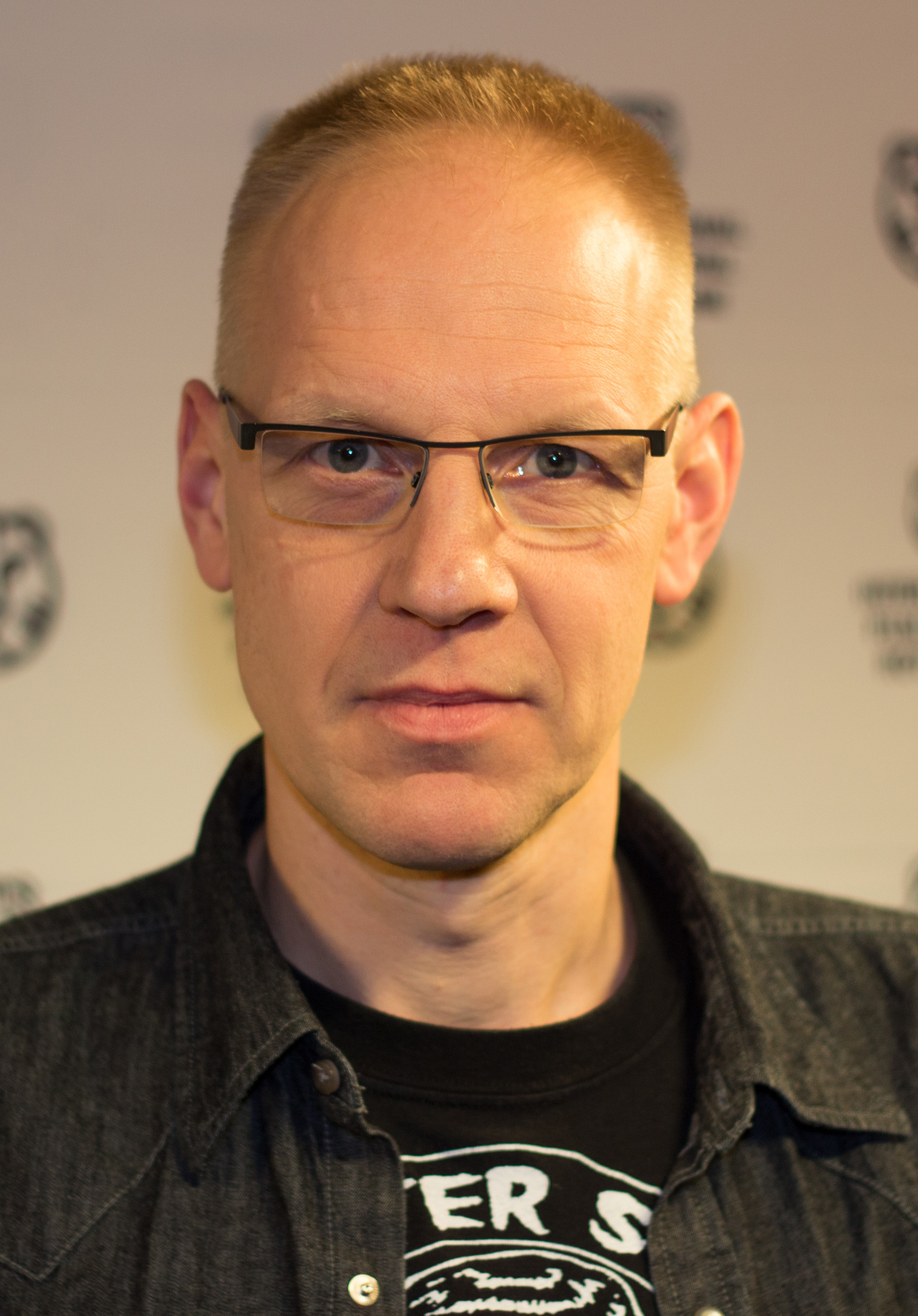
Jörg Buttgereit, 2015

Jörg Buttgereit (Berlino, 20 dicembre 1963) è un regista cinematografico, regista teatrale e sceneggiatore tedesco.

## Biografia
Cresciuto a Berlino Ovest, sin da piccolo si appassiona ai film di mostri. Il giorno della prima comunione riceve in dono una cinepresa super 8, e dal 1977 comincia a realizzare cortometraggi amatoriali come Gags und Schwarzer Humor (parodia di uno spot televisivo) o Color Trip (pellicola sperimentale realizzata intervenendo fisicamente sul girato).
Nel 1984, col produttore e regista underground Manfred Jelinski, attivo dagli anni sessanta, Buttgereit realizza un lungometraggio di 90 minuti in super 8: So War Das S.O.36 - Ein Abend Der Nostalgie, un documentario sull'SO36, noto locale punk di Berlino.
Dopo il cortometraggio horror exploitation Hot Love, che gli comincia a valere una certa notorietà nel circuito underground europeo, Buttgereit realizza il suo film più conosciuto, Nekromantik (1987), sempre prodotto da Jelinski. Si tratta di un'esplicita storia di necrofilia estrema, "con una colonna sonora meravigliosa, incredibili effetti speciali meccanici e uno stile artistico unico" (Blair Hoyle). Il film consegna Buttgereit alla notorietà nei circuiti d'exploitation e arthouse internazionali, fra il plauso dei critici al di fuori della Germania e una sostanziale inerzia censoria nel paese d'origine. La censura tedesca si attiverà, con un corollario di denunce e accuse di oscenità, all'uscita del seguito, Nekromantik 2 (1991). Nekromantik venne proibito dalla censura di numerosi paesi, fra cui Islanda, Norvegia, Malaysia, Singapore, Australia, Finlandia.
Ricevono una certa attenzione critica anche il film a episodi Der Todesking (1989) e Schramm (1993), basato sulla figura di un serial killer masochista e paranoico .
Buttgereit porta avanti una parallela carriera di regista di videoclip e programmi televisivi, nonché di rappresentazioni teatrali e radiodrammi di cui è anche autore. Nel 2013 cura al Theater Dortmund una messa in scena della commedia di Bernard Pomerances The Elephant Man.

## Filmografia
- Interview with Frankenstein - cortometraggio (1977)
- Der explodierende Turnschuh - cortometraggio (1980)
- Manne - Der Muwi - cortometraggio (1980)
- Ogar der Hässliche - cortometraggio (1981)
- Der Trend - Punkrocker Erzählen Aus Ihrem Leben - cortometraggio documentario (1981 - 1982)
- Mein Papi - cortometraggio documentario (1981 - 1995)
- Blutige Exzesse im Führerbunker - cortometraggio (1982)
- Captain Berlin - Retter der Welt - cortometraggio (1982)
- Der Gollob - cortometraggio (1983)
- J.B.'s Horror Heaven - cortometraggio (1984)
- So War Das S.O.36 - Ein Abend Der Nostalgie, co-regia con Manfred Jelinski - documentario (1984 - 1985)
- Hot Love - cortometraggio (1985)
- Segmento della crocifissione in Jesus - Der Film (1986)
- Nekromantik (1987)
- Der Todesking (1989)
- Nekromantik 2 (1991)
- Corpse Fucking Art - documentario (1992)
- Schramm (1993)
- Die gläsernen Sarkophage - cortometraggio documentario (1997)
- Die Monsterinsel - documentario (2002)
- Durch die Nacht mit... - serie TV (2006 - 2010)
- Monsterland - documentario (2009)
- Captain Berlin versus Hitler (2010)
- Video Nasty (2011)
- Green Frankenstein (2013)
- Sexmonster! - cortometraggio (2013)
- Der Mann der Godzilla fliegen ließ! - cortometraggio (2015)
- Final Girl, episodio del film German Angst (2015)
- Schweinchen - cortometraggio (2020)

## Teatro
- Gabba Gabba Hey! Das Ramones Musical (2005, Columbia Halle)
- Captain Berlin vs. Hitler (2007, Hebbel-Theater)
- Green Frankenstein e Sexmonster (2011, Dortmund)
- Kannibale und Liebe. Eine True Crime-Tragödie (2012, Dortmund)
- Der Elefantenmensch (2013, Dortmund)
- Nosferatu Lebt! (2014, Dortmund)
- Besessen (2015, Dortmund)
- Die lebenden Toten (2017, Essen) [12]

## Radiodrammi
- Sexy Sushi (WDR - Westdeutscher Rundfunk Köln, 2001)
- Ed Gein Superstar (WDR, 2002)
- Frankenstein in Hiroshima (WDR, 2002)
- Bruce Lee – der kleine Drache (WDR, 2003)
- Interview mit einem Monster (Deutschlandradio, 2004)
- Horror Entertainment (WDR, 2004)
- Video Nasty (WDR, 2005)
- Captain Berlin vs. Dracula (WDR, 2006)
- Sexplosion in Shinjuku (WDR, 2007)
- Sexmonster (WDR, 2009)
- Green Frankenstein (WDR, 2011)
- Die Bestie von Fukushima (WDR, 2012)
- Das Märchen vom unglaublichen Super-Kim aus Pjöngjang (WDR 2014)

## Pubblicazioni
- Jörg Buttgereit, Thomas Ecke e Rainer F. Engel, Nightmares in Plastic, Monaco, Belleville Verlag, 2001, ISBN 978-3-933510-46-4.
- Jörg Buttgereit, Japan - Die Monsterinsel: Godzilla, Gamera & Co, Berlino, Martin Schmitz Verlag, 2006, ISBN 978-3-927795-44-0.
- Jörg Buttgereit, Nekromantik, Berlino, Martin Schmitz Verlag, 2007, ISBN 978-3-927795-46-4.
- Jörg Buttgereit, Nicht Jugendfrei! Tagebuch aus West-Berlin Gebundene Ausgabe, Berlino, Martin Schmitz Verlag, 2023, ISBN 978-3927795969.